# Floda BoIF
Floda BoIF är en fotbollsklubb i Floda i Lerums kommun.
Klubben grundades 11 februari 1935 som Floda Boll- och Idrottsförening. Klubben har mestadels spelat i de lägre divisionerna men var i början på 2000-talet högre upp och var nära att vinna div 2. Efter det huserade klubben i div 4 innan man 2018 ramlade ner i div 5, där man fortfarande (2024) håller till.
Hemmamatcherna spelas på Flodala IP.
Floda har deltagit i Svenska cupen 17 gånger, 2003 då man nådde andra omgången förlorade man med 1-9 mot Örgryte IS.

## Profiler
Bland allsvenska spelare som fostrats i Floda märks Anders Ivarsson (Örgryte IS), Martin Karlsson (BK Häcken) och Thomas Hallberg (Gais).